# Eutelia solida
Eutelia solida là một loài bướm đêm trong họ Noctuidae.